# 챈슬러 (체스)
챈슬러(Chancellor)는 변형 체스 기물 중 하나이다. 나이트와 룩을 합친 기물이다.

## 챈슬러의 가치
챈슬러는 퀸과 나이트비숍인 아치비숍의 사이에 위치하는 가치를 가진다. 챈슬러는 킹과 함께 있을 때 상대의 킹을 체크메이트로 유도할 수 있다.

## 같이 보기
- 아마존 (체스)
- 아치비숍 (체스)